# Ribeirão Bonito (Tejupá)
Ribeirão Bonito é um distrito do município brasileiro de Tejupá, no interior do estado de São Paulo.

## História

### Formação administrativa
- Lei complementar nº 660 de 17/09/2004 - Dispõe sobre a criação do distrito de Ribeirão Bonito no município de Tejupá[2].

## Geografia

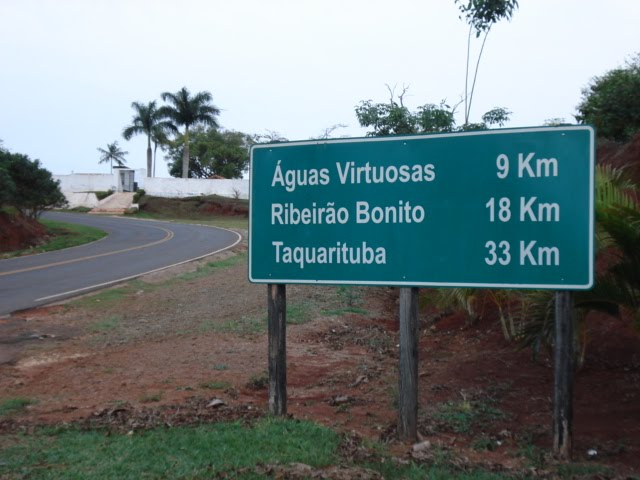
Acesso para Águas Virtuosas e Ribeirão Bonito.

### Demografia

#### População urbana
| Crescimento população urbana | Crescimento população urbana | Crescimento população urbana | Crescimento população urbana |
| Censo                        | Pop.                         |                              | %±                           |
| ---------------------------- | ---------------------------- | ---------------------------- | ---------------------------- |
| 1991                         | 502                          |                              | —                            |
| 2000                         | 1 015                        |                              | 102,2%                       |
| 2010                         | 1 166                        |                              | 14,9%                        |
| Fonte: IBGE e Fundação SEADE |                              |                              |                              |

#### População total
Pelo Censo 2010 (IBGE) a população total do distrito era de 1 508 habitantes.

### Área territorial
A área territorial do distrito é de 76,901 km².

### Rodovias
O principal acesso ao distrito é a estrada vicinal Tejupá - Taquarituba.

## Serviços públicos

### Registro civil
Feito na sede do município, pois o distrito não possui Cartório de Registro Civil das Pessoas Naturais.

### Saneamento
O serviço de abastecimento de água é feito pela Companhia de Saneamento Básico do Estado de São Paulo (SABESP).

### Energia
A responsável pelo abastecimento de energia elétrica é a CPFL Santa Cruz, distribuidora do grupo CPFL Energia.

## Religião
O Cristianismo se faz presente no distrito da seguinte forma:

### Igreja Católica
- A igreja faz parte da Diocese de Ourinhos[13].

### Igrejas Evangélicas
- Congregação Cristã no Brasil[14].